# Vistulanos
Os vistulanos (em polonês: Wiślanie) eram uma tribo lequítica que habitava, desde o século VII, as terras onde hoje é a Pequena Polônia.
No século IX, os vistulanos criaram um estado tribal, com os principais centros em Cracóvia, Sandomierz e Stradów. No final do século IX, eles foram invadidos pela Grande Morávia e seu duque foi forçado a aceitar o batismo cristão. As terras dos vistulanos foram conquistadas pelos polanos no século X e incorporadas ao estado polonês.